# Athrixia
Athrixia es un género de plantas con flores perteneciente a la familia de las asteráceas. Comprende 41 especies descritas y de estas, solo 15 aceptadas.

## Taxonomía
El género fue descrito por John Bellenden Ker Gawler y publicado en Bot. Reg. 8. 1823.
Etimología
Athrixia: nombre genérico que deriva de las palabras griegas: thrix que significa "pelo", que se refiere a las hojas peludas.

## Especies
A continuación se brinda un listado de las especies del género Athrixia aceptadas hasta julio de 2012, ordenadas alfabéticamente. Para cada una se indica el nombre binomial seguido del autor, abreviado según las convenciones y usos.
- Athrixia angustissima DC.
- Athrixia arachnoidea J.M.Wood & M.S.Evans ex J.M.Wood
- Athrixia capensis Ker Gawl.
- Athrixia citrina
- Athrixia crinita (L.) Druce
- Athrixia debilis DC.
- Athrixia elata Sond.
- Athrixia fontana MacOwan
- Athrixia fontinalis Wild
- Athrixia gerrardii Harv.
- Athrixia heterophylla (Thunb.) Less.
- Athrixia nyassana S.Moore
- Athrixia phylicoides DC.
- Athrixia rosmarinifolia (Sch.Bip. ex Walp.) Oliv. & Hiern
- Athrixia subsimplex Brenan